# Grič, Ribnica

Lega kraja v Atlasu okolja

Grič je novo, načrtno nastalo obcestno naselje v Občini Ribnica. Nahaja se v severnem delu Ribniškega polja na levi strani ponikalnice Bistrica, na nekaj metrov visoki apnenčasti terasi, med glavno cesto Ljubljana–Kočevje in železnico Grosuplje–Kočevje. Je povsem zraslo z Bregom in Dolenjimi Lazi, od katerih se je leta 1985 odcepil. Na vrtačastem svetu so zgradili stanovanjsko naselje enodružinskih hiš z vrtovi. V naselju deluje turistično-športno društvo. Leta 2014 je imelo naselje 485 prebivalcev.